# Музарт
Музарт (кит. упр. 木扎尔特河), Вэйганьхэ (кит. упр. 渭干河), Гуйцзычуаньшуй (кит. упр. 龟茲川水) — река в Синьцзян-Уйгурском автономном районе КНР. Считается левым притоком Тарима, однако в реальности её воды достигают Тарима лишь весной в период половодья.

## География
Река берёт своё начало на южных склонах Тянь-Шаня и течёт на юг, стекая в долину, а затем поворачивает на восток и течёт между главной цепью Тянь-Шаня и хребтом Чельтаг сквозь уезд Бай, где в месте впадения Кызылсу на реке создано водохранилище Кызыл. Затем река поворачивает на юго-восток, пересекая Чельтаг, и на территории уездов Куча, Токсу и Шахъяр её воды разбираются по многочисленным оросительным каналам.